# 49P/Arend-Rigaux
49P/Arend-Rigaux è una cometa periodica appartenente alla famiglia delle comete gioviane. Per la maggior parte della sua orbita la cometa presenta un aspetto asteroidale, nelle vicinanze del perielio assume il tipico aspetto delle comete. Il periodo di rotazione indicato nella tabella a fianco non è sicuro in quanto altri astronomi hanno indicato periodi tra la metà ed il doppio di quello riportato. La cometa passerà il 20 dicembre 2058 a circa 13 milioni di km dal pianeta Marte.